# Gabriel (football, juin 1981)
Pour les articles homonymes, voir dos Santos et Gabriel.
Gabriel Rodrigues dos Santos, plus communément appelé Gabriel (né le 5 juin 1981, à São Paulo), est un footballeur brésilien, jouant actuellement pour le club du Grêmio.

## Biographie

### En club
Gabriel a réalisé la plus grande partie de sa carrière au Brésil, après avoir débuté en professionnel avec son club formateur de São Paulo Futebol Clube, pour lequel il jouera durant 4 saisons.
Il est recruté en 2006, par le club espagnol de Málaga CF, mais l'équipe est reléguée en Segunda division en fin de saison, et il retourne au Brésil, dans le club de Cruzeiro.
Après avoir été "coupé" par Cruzeiro, en mai 2007, il rebondit à Fluminense, son ancienne équipe.
En juillet 2008, Gabriel tente à nouveau l'expérience européenne, et signe pour le club grec du Panathinaïkos un contrat de 4 saisons.
En août 2010, il est prêté pour un an au club brésilien de Grêmio Porto Alegre.

### En équipe nationale
Il compte une sélection en équipe nationale brésilienne, le 27 avril 2005, contre le Guatemala.

## Palmarès
- Avec São Paulo :
  - Vainqueur du Tournoi Rio-São Paulo en 2001.
  - Champion de São Paulo en 2002.

- Avec Fluminense :
  - Champion de Rio de Janeiro en 2005.

- Avec Panathinaïkos :
  - Champion de Grèce en 2010.
  - Vainqueur de la Coupe de Grèce en 2010.